# 西野広祥
西野 広祥（にしの ひろよし、1935年2月10日 - 2006年3月7日）は、日本の中国文学者。慶應義塾大学名誉教授。

## 略歴
東京生まれ。旧東京都立大学大学院中国文学科博士課程満期退学、慶應義塾大学経済学部教授、2001年、定年、名誉教授、東北公益文科大学教授、特任教授。1968年、日本中央競馬会月刊『優駿』300号記念懸賞論文に一等当選。1984年 - 1994年、日本中央競馬会運営審議委員。
2006年3月7日、胃癌のため死去。

## 著書
- 『中国古典百言百話 2 韓非子』PHP研究所、1987 のち文庫
- 『中国古典百言百話 11 史記』PHP研究所、1988 のち文庫
- 『中国見たもの聞いたこと』新潮社、1990
- 『新釈<荘子> 無為自然の哲学 自分らしく生きるために』PHP研究所、1992 のち文庫
- 『中国古典百言百話 15 墨子』PHP研究所、1994
- 『万里の興亡 長城こそ中国文明の生命線だった』徳間書店、1998 「馬と黄河と長城」の中国史: 興亡の歴史を新たな視点から探る」PHP文庫

### 編纂
- 『人物中国五千年 6 異民族王朝と近代の黎明 宋・元・明・清・現代』責任編集 PHP研究所、2001

### 翻訳
- 『中国の思想 第1 韓非子』市川宏共訳 経営思潮研究会、1964 のち徳間文庫
- 『毛沢東の考え方』杉本達夫共編訳 徳間書店、1966
- 司馬遷『史記 5 思想の命運』藤本幸三共訳  徳間書店、1972 のち文庫
- 曽先之『十八史略 1 覇道の原点』丸山松幸共訳  徳間書店、1975 のち文庫
- 『「新訳」韓非子 騙し合いの社会を勝ち抜くための百言百話』編訳 PHP研究所、2008